# Divisione No. 7 (Manitoba)
La Divisione No. 7, o Brandon Area (parte della Westman Region) è una divisione censuaria del Manitoba, Canada di 59.168 abitanti.

## Comunità
- Brandon
- Carberry
- Glenboro
- Rivers
- Shilo
- Souris
- Wawanesa